# Shabunda
Shabunda est une localité  à l'Est de la République Démocratique du Congo, chef-lieu du territoire éponyme de la province du Sud-Kivu. 

## Géographie
Établie sur une péninsule plate dans une contrée de collines, la ville est située dans une boucle de la rivière Ulindi, un affluent du fleuve Congo. 
Shabunda est très isolé au sein de la forêt du bassin du Congo ; en très mauvais état, la seule route desservant la localité est la RP 503 qui la relie à l'ouest à la RN31 venant de Kindu et à l'est à la RN2, permettant par celle-ci de rejoindre, à 317 km de Shabunda, le  chef-lieu provincial Bukavu. Selon le site de la Cellule d'analyses des indicateurs de développement (organisme gouvernemental basé à Kinshasa), le temps de trajet entre la province de Shabunda et Bukavu est, dans les conditions actuelles, estimé à deux à trois semaines. 

## Histoire
Le développement d'une ville sur le site de Shabunda, en dépit son isolement, est intimement lié à la présence de minerai d'or, notamment charié par l'Ulindi, ayant provoqué une ruée vers l'or. 
En juin 2013, l'agglomération de Shabunda se voit conférer le statut de ville, constituée de trois communes : Kisikibi, Lupinga et Ngalubwe.

## Administration
Chef-lieu territorial de 30 946 électeurs recensés en 2018, elle a le statut de commune rurale de moins de 80 000 électeurs et compte sept conseillers municipaux en 2019.

## Population
Le recensement date de 1984,.
| 1984   | 2004    | 2012    |
| ------ | ------- | ------- |
| 50 000 | 120 000 | 250 000 |